# Los Coyoles
Los Coyoles är en ort i Mexiko.   Den ligger i kommunen San Felipe Orizatlán och delstaten Hidalgo, i den sydöstra delen av landet, 220 km norr om huvudstaden Mexico City. Los Coyoles ligger 82 meter över havet och antalet invånare är 316.
Terrängen runt Los Coyoles är platt. Runt Los Coyoles är det ganska tätbefolkat, med 129 invånare per kvadratkilometer. Närmaste större samhälle är Platón Sánchez, 15,8 km öster om Los Coyoles. Omgivningarna runt Los Coyoles är en mosaik av jordbruksmark och naturlig växtlighet.